# That's When Your Heartaches Begin
Pour les articles homonymes, voir Chagrin d'amour.
That's When Your Heartaches Begin (C'est à ce Moment la que Commencent Vos Chagrins d'Amour, en anglais) est une chanson d'amour de blues américain écrite et composée en 1937 par Fred Fisher, William Raskin, et Billy Hill, et enregistrée la même année par Shep Fields et son big band. Cette chanson est le premier enregistrement de disque 45 tours historique de la légende américaine du rock 'n' roll et du rhythm and blues Elvis Presley (The King, Le Roi, 1935-1977) chez Sun Records (avec le titre My Happiness sur la face A). Il offre cet exemplaire collector unique à sa maman et plus importante fan de sa vie Gladys Love Presley pour son anniversaire, premier enregistrement historique culte de la légende d'Elvis (du Registre national des enregistrements) de ses 24 ans de carrière au sommet du box office international (1953 à 1977) avec 67 albums vendus au nombre record de près de 600 millions à 1 milliard d'exemplaires. 

## Histoire
La chanson est reprise par plusieurs interprètes, dont The Ink Spots en 1941...

### Elvis Presley
Après avoir passé son enfance à Tupelo dans le Mississippi aux États-Unis où il naît le 8 janvier 1935, Elvis emménage avec ses parents en 1948 à deux cent kilomètres au nord-ouest de Tupelo, à Memphis (la capitale du Tennessee, considérée comme le « berceau historique de la musique country » et qui sera plus tard aussi surnommée « berceau historique du rock 'n' roll »). 

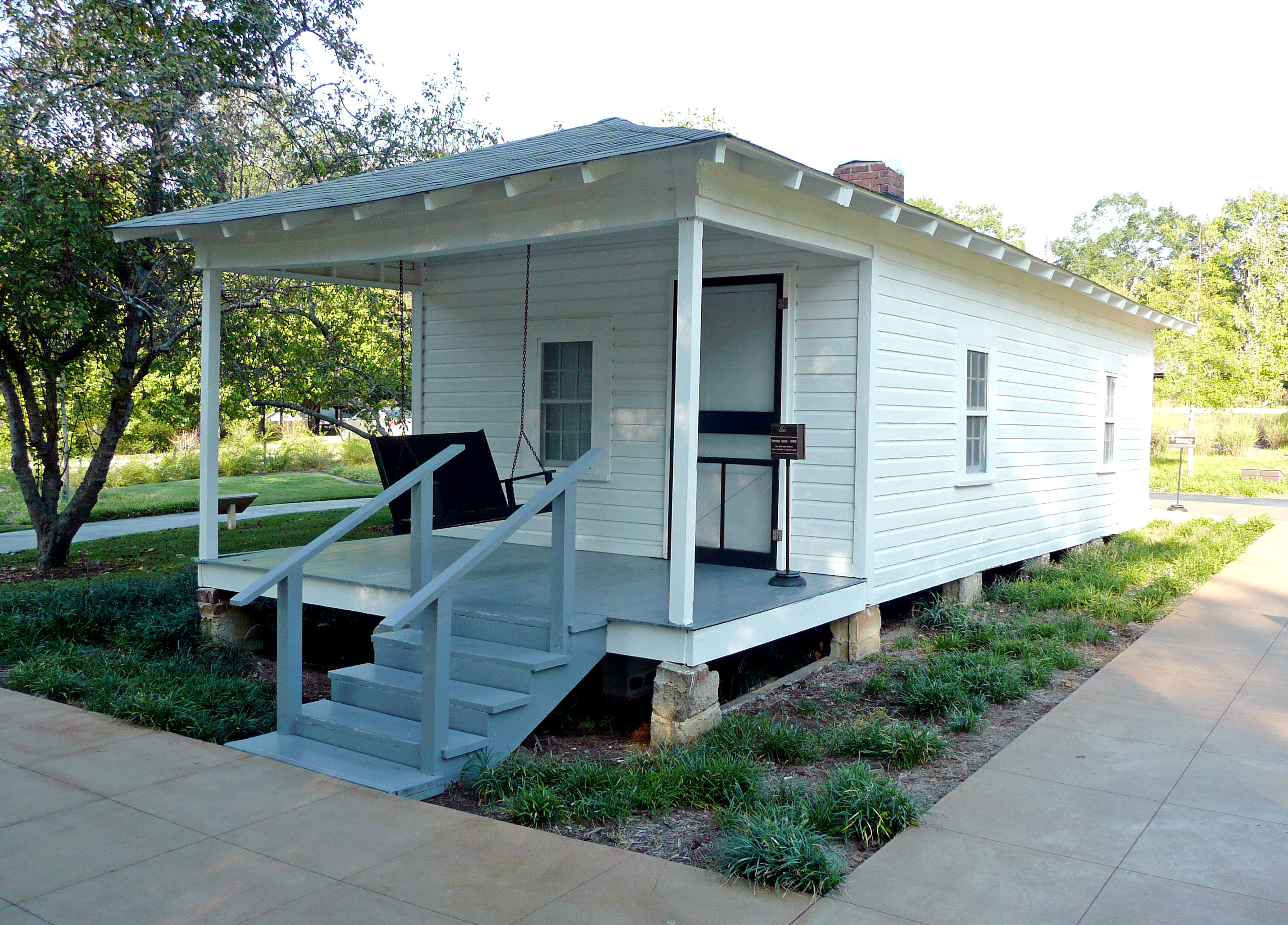
Maison natale d'Elvis Presley.
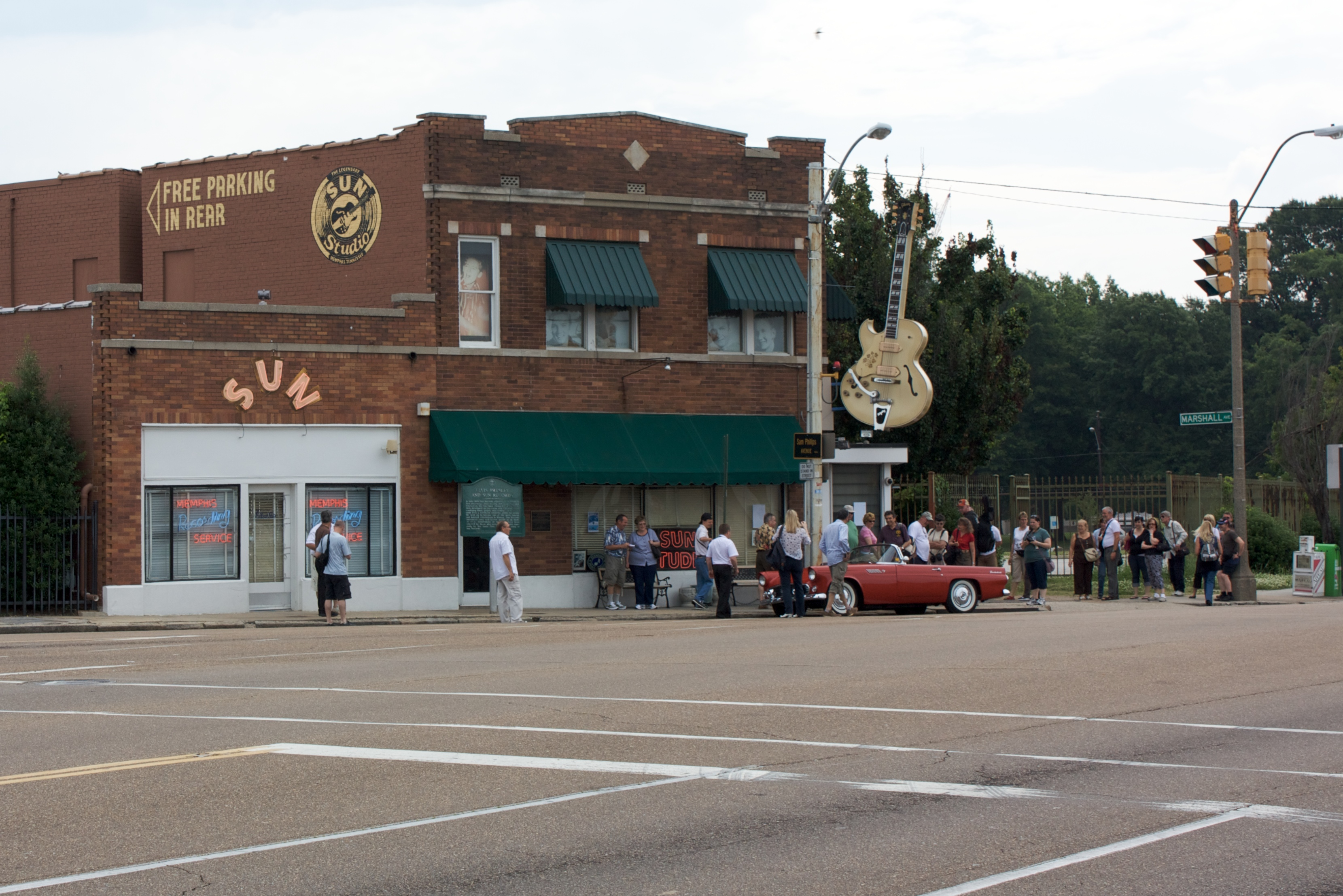
Sun Studio (studio d'enregistrement) de Memphis.
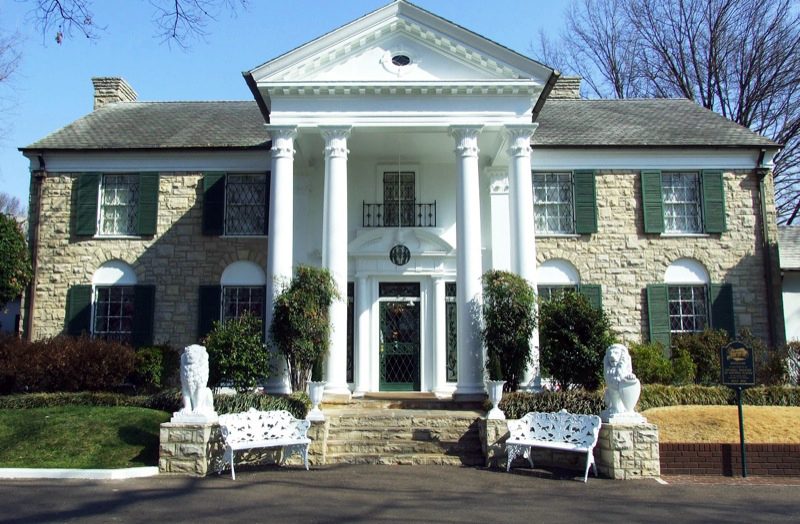
Graceland, à Memphis, acheté en 1957.

Le 18 juillet 1953 Elvis (âgé de 18 ans) réalise son premier enregistrement direct historique de disque 45 tours amateur, pour quatre dollars, avec deux reprises de chansons à succès de l'époque My Happiness (face A) et That's When Your Heartaches Begin (face B), au célèbre studio d'enregistrement Sun Studio Records de Memphis (spécialisé dans la musique noire) de Sun Records de Sam Phillips et Marion Keisker, disque qu'il offre à sa mère pour son anniversaire (chanson de son important répertoire rééditée plus tard entre autres sur son album compilation Elvis' Golden Records de 1958) « Si vous trouvez votre amoureuse, Dans les bras d'un ami, C'est à ce moment la que commencent vos chagrins d'Amour, Quand le rêve de toute une vie, Doit prendre fin, L'amour est une chose, Que vous ne pouvez partager avec un ami... » . Cet enregistrement collector unique culte de la légende du King est acheté en janvier 2015 pour près de trois cent mille dollars par le producteur et musicien américain Jack White, qui le réédite sous forme de disque 45 tours collector ultra limité. That's All Right (Mama), son second disque de l'année suivante enregistré au même endroit, contribue à le propulser de façon fulgurante au sommet de la légende américaine et mondiale du rock 'n' roll...